# اچ‌ام‌اس رکلیم
اچ‌ام‌اس رکلیم (به انگلیسی: HMS Reclaim) یک کشتی بود که طول آن ۶۶ متر (۲۱۶ فوت ۶ اینچ) بود. این کشتی در سال ۱۹۴۸ ساخته شد.